# Acrossocheilus
Acrossocheilus is een geslacht van straalvinnige vissen uit de familie van karpers (Cyprinidae).

## Soorten
- Acrossocheilus aluoiensis (Nguyen, 1997)
- Acrossocheilus baolacensis Nguyen, 2001
- Acrossocheilus beijiangensis Wu & Lin, 1977
- Acrossocheilus clivosius (Lin, 1935)
- Acrossocheilus fasciatus (Steindachner, 1892)
- Acrossocheilus hemispinus (Nichols, 1925)
- Acrossocheilus iridescens (Nichols & Pope, 1927)
- Acrossocheilus jishouensis Zhao, Chen & Li, 1997
- Acrossocheilus kreyenbergii (Regan, 1908)
- Acrossocheilus lamus (Mai, 1978)
- Acrossocheilus longipinnis (Wu, 1939)
- Acrossocheilus macrophthalmus Nguyen, 2001
- Acrossocheilus malacopterus Zhang, 2005
- Acrossocheilus microstoma (Pellegrin & Chevey, 1936)
- Acrossocheilus monticola (Günther, 1888)
- Acrossocheilus multistriatus Lan, Chan & Zhao, 2014
- Acrossocheilus paradoxus (Günther, 1868)
- Acrossocheilus parallens (Nichols, 1931)
- Acrossocheilus rendahli (Lin, 1931)
- Acrossocheilus spinifer Yuan, Wu & Zhang, 2006
- Acrossocheilus stenotaeniatus Chu & Cui, 1989
- Acrossocheilus wenchowensis Wang, 1935
- Acrossocheilus wuyiensis Wu & Chen, 1981
- Acrossocheilus xamensis Kottelat, 2000
- Acrossocheilus yalyensis Nguyen, 2001
- Acrossocheilus yunnanensis (Regan, 1904)